# George Carter
George Carter, (Buffalo, Nueva York; 10 de enero de 1944-Las Vegas, 18 de noviembre de 2020) fue un jugador de baloncesto estadounidense. Con 1.93 de estatura, su puesto natural en la cancha era el de alero. 

## Trayectoria
- Detroit Pistons (1967)
- Washington Caps  (1969-1970)
- Virginia Squires (1970-1971)
- Pittsburgh Condors (1971-1972)
- Carolina Cougars (1972)
- New York Nets (1972-1973)
- Virginia Squires (1973-1974)
- Memphis Sounds (1974-1975)
- Utah Stars (1975)
- ASVEL Lyon-Villeurbanne (1976-1977)